# Свети Георги (Лесковица)
Вижте пояснителната страница за други значения на Свети Георги.
„Свети Великомъченик Георги“ (на македонска литературна норма: „Свети Великомаченик Ѓорѓи“) е възрожденска православна църква в щипското село Лесковица, източната част на Република Македония. Част е от Брегалнишката епархия на Македонската православна църква – Охридска архиепископия. Църквата е изградена в 1867 година. Осветена е в 1894 година. Църквата е изписана, иконите са от XIX век.